# Effetto domino

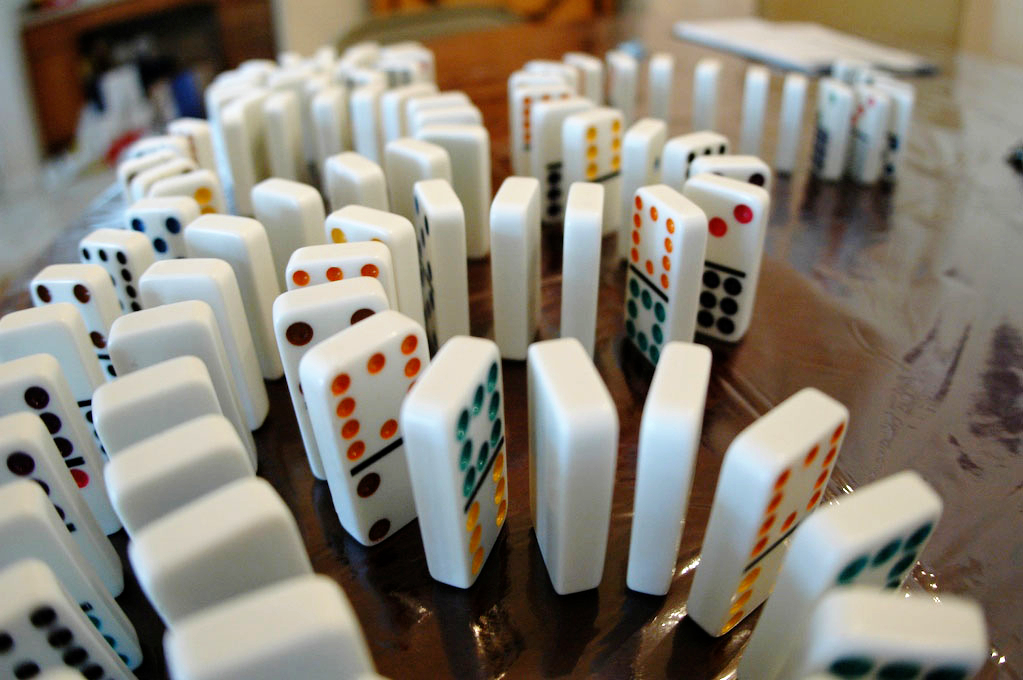
Tessere del domino pronte a cadere

L'effetto domino è una reazione a catena che si verifica quando un piccolo cambiamento è in grado di produrne a propria volta uno analogo dando origine a una sequenza lineare. Il termine deriva dalla caduta delle tessere del domino messe in fila: spingendo la prima, questa urta la seconda che, a sua volta, urta la terza e così via. La disciplina che sfrutta l'effetto domino per creare allestimenti e spettacoli è il domino a cascata.
Generalmente l'espressione è usata in riferimento a serie di eventi correlati che si verificano a breve distanza l'uno dall'altro, sia meccanicamente (in senso letterale dell'espressione) sia in senso figurato, ad esempio in campo finanziario o politico.

## Descrizione
Un pratico esempio dell'effetto domino si ha schierando una fila di tessere del domino a breve distanza l'una dall'altra poggiate su una delle basi più piccole.
Spingendo la prima tessera verso quella che la segue, essa ne causerà la caduta innescando la catena lineare nella quale ogni tessera fa cadere quella immediatamente successiva.
L'effetto è indipendente dalla lunghezza della catena in quanto l'energia potenziale gravitazionale della tessera in posizione metastabile è, al momento della caduta, superiore all'energia necessaria a far cadere la tessera che la segue.
L'effetto domino è alla base del funzionamento delle cosiddette macchine di Rube Goldberg, ovvero meccanismi complessi ideati per compiere operazioni irrilevanti e/o di semplice esecuzione.